# Idar Andersen
Idar Andersen (Melhus, 30 april 1999) is een voormalig Noorse wielrenner die als beroepsrenner reed voor Uno-X Pro Cycling Team. Hiervoor reed Andersen voor het development team van Uno-X

## Overwinningen
2017
1e etappe Vredeskoers voor junioren
Eindklassement Vredeskoers voor junioren
 Noors kampioen op de weg, Junioren
2020
ploegentijdrit Giro della Regione Friuli Venezia Giulia
2021
proloog Ronde van de Mirabelle
Eind- en jongerenklassement Ronde van de Mirabelle
Jongerenklassement Ronde van Slowakije
Lillehammer GP
2022
Boucles de l'Aulne
2024
Sundvolden GP
Ringerike GP

## Resultaten in voornaamste wedstrijden
|      | \| Jaar \| Luik-Bast.‑Luik \| Ronde van Lombardije \| Waalse Pijl \| \| ---- \| --------------- \| -------------------- \| ----------- \| \| 2022 \| opgave \| \| opgave \| \| 2023 \| \| \| \| \| 2024 \| \| 83e \| \| |                      |             |
| Jaar | Luik-Bast.‑Luik | Ronde van Lombardije | Waalse Pijl |
| 2022 | opgave |                      | opgave      |
| 2023 | |                      |             |
| 2024 | | 83e                  |             |

### Resultaten in kleinere rondes
| Jaar | Ronde van Catalonië | Critérium du Dauphiné | Ronde van Polen | Arctic Race of Norway |
| ---- | ------------------- | --------------------- | --------------- | --------------------- |
| 2022 | opgave              | 122e                  | 27e             | 34e                   |
| 2023 |                     |                       |                 |                       |
| 2024 | 121e                |                       |                 |                       |

## Ploegen
- 2018 –  Uno-X Norwegian Development Team
- 2019 –  Uno-X Norwegian Development Team
- 2020 –  Uno-X Pro Cycling Team
- 2021 –  Uno-X Pro Cycling Team
- 2022 –  Uno-X Pro Cycling Team
- 2023 –  Uno-X Pro Cycling Team
- 2024 –  Uno-X Pro Cycling Team

Abrahamsen · Andersen · Blikra · Charmig · Dversnes · Eg · Gregaard · Gudmestad · Halvorsen · Hansen · Hindsgaul · Holter · Hulgaard · A. Johannessen · T. Johannessen · K. Kulset · S. Kulset · Larsen · Levy · Resell · Saugstad · A. Skaarseth · I. Skaarseth · Sleen · Tiller · Træen · Urianstad · Wærenskjold · Wærsted
Abrahamsen · Andersen · Bendixen · Blikra  · Blume Levy · Charmig · Dversnes · Eg · Fredheim · Gregaard · Gudmestad · Halvorsen · Hindsgaul · Holter · A. Johannessen · T. Johannessen · Kristoff · M. Kulset · S. Kulset · Larsen · Norman Leth · Resell · Sander Hansen · Skaarseth · Tiller · Træen · Urianstad · Wærenskjold
Abrahamsen · Andersen · Bendixen · Bévort · Blikra  · Blume Levy · Cort · Dversnes · Eiking (vanaf 8/2) · Fredheim · Gudmestad · Hoelgaard · Holter · Hvideberg · A. Johannessen · T. Johannessen · Kristoff · J. Kulset · M. Kulset · S. Kulset · Larsen · Leknessund · Løland · Resell · Sander Hansen · Skaarseth · Tiller · Urianstad · Wallin · Wærenskjold